# Richard Threlkeld Cox
Pour les articles homonymes, voir Cox et Richard Cox.
Richard Threlkeld Cox (5 août 1898-2 mai 1991) est un professeur de physique à l'université Johns-Hopkins, connu pour le théorème de Cox-Jaynes qui a établi les fondements de la probabilité.